# 失落之城Z：亞馬遜的世紀探險之謎

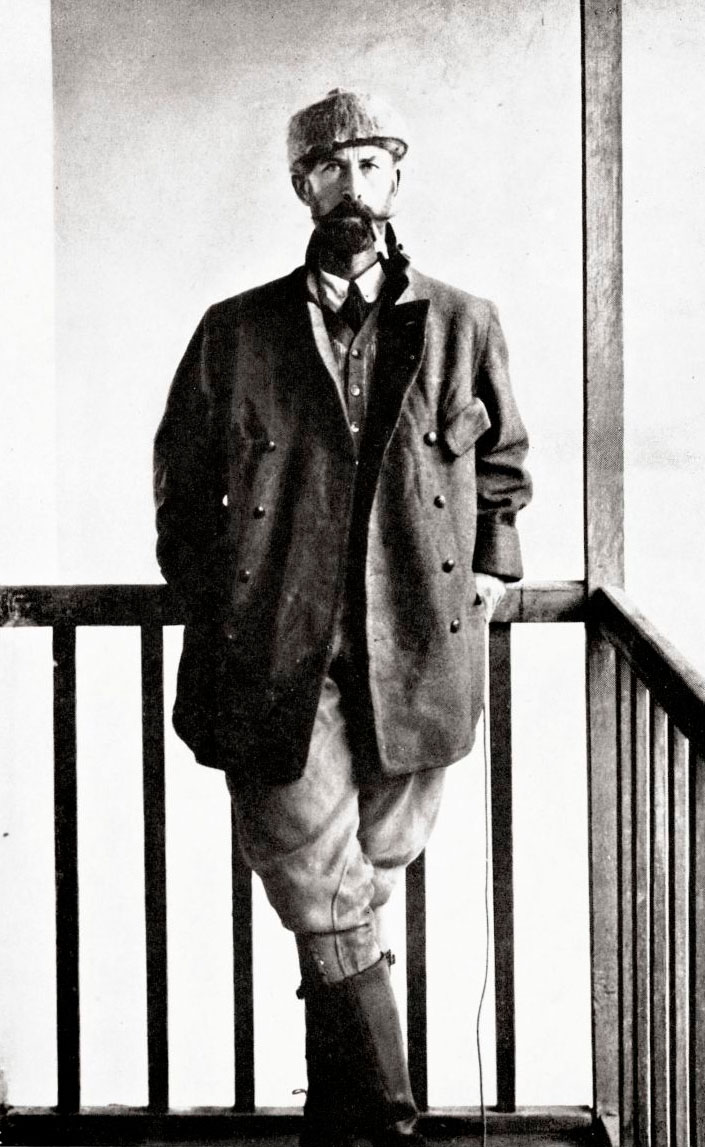
1911年的珀西·佛斯特

《失落之城Z：亞馬遜的世紀探險之謎》（英語：The Lost City of Z: A Tale of Deadly Obsession in the Amazon）是由美國作家大衛·格雷恩所寫的首本非虛構書籍，於2009年出版，內容敘述英國探險家珀西·佛斯特在1925年深入亞馬遜雨林企圖尋找古代的失落之城時，他與他的兒子都一起失蹤。幾十年來，探險家和科學家們一直嘗試尋找他的同行伙伴和「失落之城Z」的證據。

## 評價
《失落之城Z：亞馬遜的世紀探險之謎》於2009年2月出版，里奇·科恩在《紐約時報書評》評論中，稱之該作品「擁有強烈敘事，內斂保守的維多利亞時代風格，康拉德筆下的男人受困在加夫列尔·加西亚·马尔克斯小說中。」紐約時報評論家角谷美智子將該書名列2009年十大書籍。角谷美智子在評論中寫道「它是傳記，偵探故事和生動的旅遊文學，結合布魯斯·查特文觀察力和伊夫林·沃的荒謬風格。格蘭令人難以置信的重建珀西·佛斯特進入亞馬遜叢林及一個令人回味的探索時代......驚慌失措......活潑...令人著迷...它具有恐怖電影、第一手報導文學的真實和細節。」《華盛頓郵報》稱它「從頭到尾都是一次驚險旅程」。西蒙·溫徹斯特在《華爾街日報》稱這部作品「迷人」。這本書入圍許多最好和著名的年度書籍名單，包括《娛樂周刊》、《華盛頓郵報》、《波士頓環球報》、《出版社周刊》、《紐約時報週日刊》、《基督教科學監測報》、《彭博》、《普羅維登斯日報》、《環球郵報》、《Evening Standard》、Amazon、麥克蘭琪新聞報等等。 巴諾書店（Barnes＆Noble）將該書選為2009年最佳非小說。

## 改編電影
詹姆士·葛雷將該書改編為《失落之城》，由查理·漢納飾演主角珀西·佛斯特，而羅伯·派汀森和席安娜·米勒則分別飾演探險家同夥亨利·考斯丁與珀西的妻子妮娜。

## 外部連結
- "Lost City of Z"（页面存档备份，存于）, The New Yorker, September 15, 2005. Original article that led to the book.
- Lost City of Z[永久], official book website.
- The Lost City of Z, Chapter 1（页面存档备份，存于）, book excerpt, The Wall Street Journal
- "The search for a mythical lost city"（页面存档备份，存于）, NPR interview with David Grann
- Anonymous. Manuscript 512 (1754)（页面存档备份，存于）, about the first expedition to The Lost City (Portuguese).
- (Video) The Lost City of Z, author interview on Fora.tv